# Janina Kalinowska
Janina Kalinowska z d. Sokół (ur. 24 maja 1935 w Uściługu w województwie wołyńskim, zm. 13 września 2021 w Zamościu) – polska działaczka kresowa, współzałożycielka i przewodnicząca Stowarzyszenia Upamiętniania Polaków Pomordowanych na Wołyniu.
Wychowała się w rodzinie polskich osadników wojskowych w nieistniejącej już dziś kolonii Funduma w gminie Chotiaczów w powiecie włodzimierskim na Wołyniu. 13 lipca 1943 r. w czasie ludobójstwa Polaków cała jej rodzina została wymordowana przez nacjonalistów ukraińskich z OUN-UPA. W sumie zgładzono tu 260 Polaków. Ocalała jako jedna z nielicznych osób, bo przykryło ją ciało zastrzelonej matki i banderowcy jej nie dostrzegli. Znalazła schronienie w domu sprawiedliwego Ukraińca, który odprowadził ją do polskiej rodziny we Włodzimierzu Wołyńskim, z którą została wywieziona do Niemiec. Swojego prawdziwego nazwiska, jak i daty urodzenia, nigdy nie poznała. W nowo wyrobionych dokumentach otrzymała nazwisko Sokół i datę urodzenia 24 maja 1935 r. 
Po wojnie trafiła do obozu przejściowego w Niemczech, a w 1948 r. do domu dziecka w Zamościu, prowadzonego przez Polski Komitet Opieki Społecznej, gdzie zamieszkała z innymi sierotami wołyńskimi. Po ukończeniu Technikum Handlowego, podjęła pracę zawodową i założyła rodzinę. Przez całe swoje życie walczyła o prawdę o ludobójstwie i godny pochówek ofiar. W 1992 r. była jedną ze współzałożycieli Stowarzyszenie Upamiętniania Polaków Pomordowanych na Wołyniu, które w miejscach największych zbrodni UPA ustawiło 31 dziesięciometrowych krzyży. W ramach Stowarzyszenia, którego do końca życia była przewodniczącą, brała też udział w porządkowaniu cmentarzy żołnierzy Wojska Polskiego we Włodzimierzu Wołyńskim i utworzeniu Krypty Wołyńskiej w Rotundzie Zamojskiej, w której zgromadzono ziemię z licznych miejsc zbrodni ukraińskich dokonanych na Polakach.  

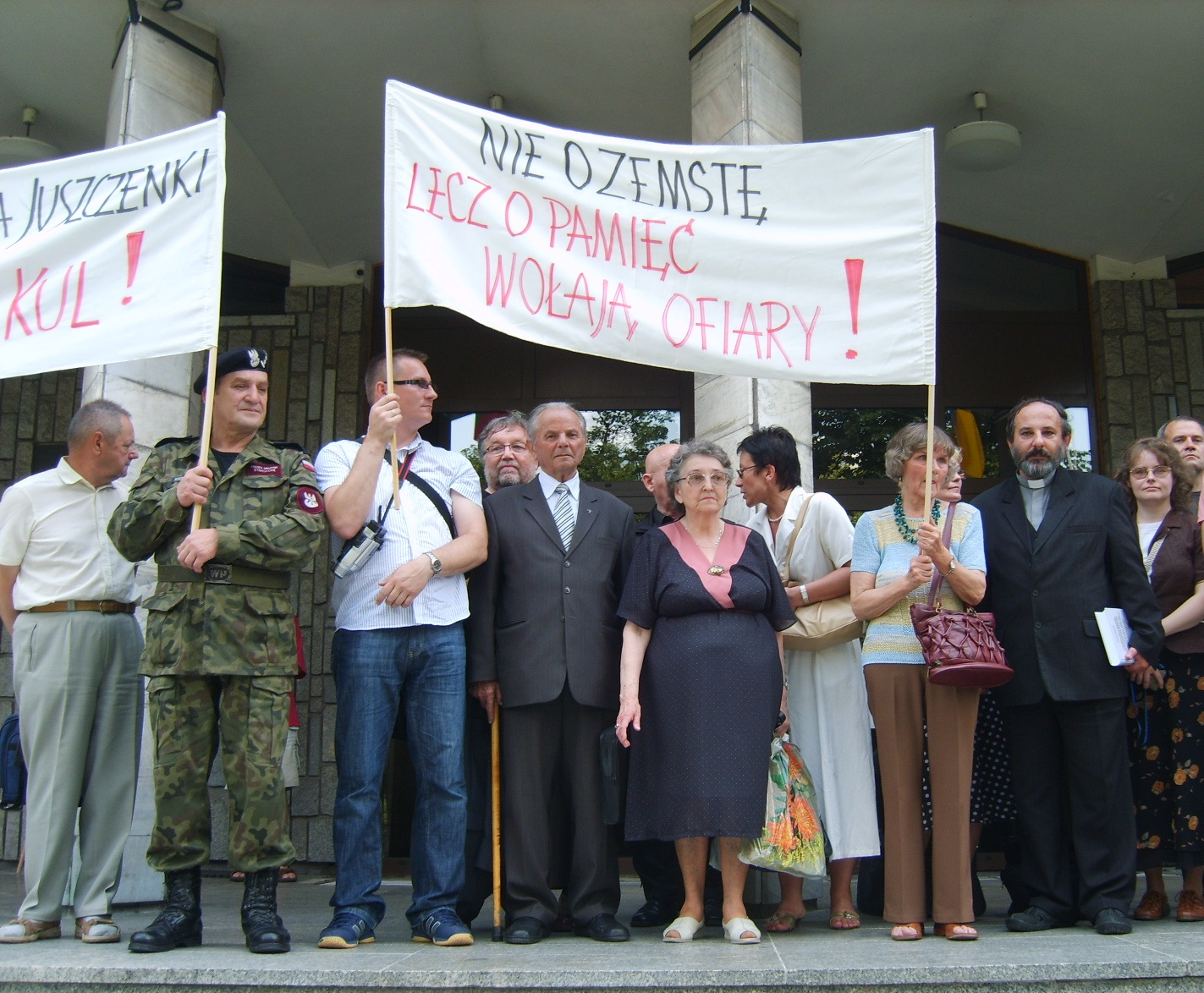
Janina Kalinowska (trzyma transparent z prawej) na proteście przed KUL przeciwko nadaniu doktoratu h.c. prezydentowi Ukrainy Wiktorowi Juszczence (30 czerwca 2009).

Była także organizatorką zjazdów kresowych, w tym dorocznych uroczystości, odbywających się w drugą niedzielę czerwca w kościele garnizonowym św. Jana Bożego w Zamościu. W 2009 r. brała udział w proteście przeciwko nadaniu prezydentowi Ukrainy Wiktorowi Juszczence doktoratu honoris causa przez Katolicki Uniwersytet Lubelski. W 2013 r. odbierając w imieniu Stowarzyszenia nagrodę Kustosza Pamięci Narodowej, powiedziała:  „Z tego miejsca chciałabym prosić prokuratorów z IPN, aby jak najszybciej zajęli zdecydowane stanowisko sprawie Wołynia. Tym bardziej, że my jako Stowarzyszenie pomagaliśmy im wskazywać świadków tego ludobójstwa.(...) Może wtedy ziemia wołyńska przestanie wołać: >>Dzieci moje, powstańcie z prochów i powiedzcie prawdę o Polsce<<. Dosyć mamy kłamstwa”. 
10 czerwca 2018 r. odsłoniła pomnik na cmentarzu w Zamościu, na którym znalazł się napis: „W hołdzie Polakom z Kresów Południowo-Wschodnich II RP zamordowanym przez  ukraińskich nacjonalistów w latach 1939-1947, ofiarom ludobójstwa na Wołyniu i w Małopolsce Wschodniej, matkom, ojcom, dzieciom, starcom i duchowieństwu, zgładzonym ze szczególnym okrucieństwem dlatego, że byli Polakami”. 
W 2021 r. została członkiem Honorowego Komitetu Budowy Pomnika "Rzeź Wołyńska", który to pomnik, autorstwa prof. Andrzeja Pityńskiego, jest wznoszony w Domostawie (gmina Jarocin) na Podkarpaciu.  
Pochowana została na cmentarzu parafii katedralnej przy ul. Peowiaków w Zamościu. Kazanie czasie pogrzebu wygłosił ks. Tadeusz Isakowicz-Zaleski.